# Tabonibara
Tabonibara ist ein Ort mit einer Landfläche von 0,1 km² im Osten des Tarawa-Atolls in den zum Inselstaat Kiribati gehörenden Gilbertinseln im Pazifischen Ozean. Im Jahr 2020 hatte der Ort 456 Einwohner.

## Geographie
Tabonibara liegt auf dem nordöstlichen Arm des Atolls von Tarawa. Südlich von Tabonibara löst sich die Riffkrone in zahlreiche Motu (unter anderem Bikenamori) und ein Mangrovengebiet auf. Im Norden schließt sich Marenanuka an. Der nächste Ort im Süden ist Kainaba.

## Klima
Das Klima ist tropisch heiß, wird jedoch von ständig wehenden Winden gemäßigt. Ebenso wie die anderen Orte des Tarawa-Atolls wird Tabonibara gelegentlich von Zyklonen heimgesucht.